# NGC 6751
NGC 6751 (ook: NGC 6748) is een planetaire nevel in het sterrenbeeld Arend. Het ligt 6500 lichtjaar van de Aarde verwijderd en werd op 20 juli 1863 ontdekt door de Duitse astronoom Albert Marth. Deze planetaire nevel kreeg de bijnamen Glowing Eye Nebula en Dandelion Puffball Nebula. Het opzoeken van deze planetaire nevel m.b.v. telescopen is een vrij gemakkelijke onderneming daar dit object op slechts enkele boogminuten zuidoostelijk staat van de extreem roodkleurige koele koolstofster V Aquilae.

## Synoniemen
- PK 29-5.1